# 山西省交响乐团
山西省交响乐团是目前山西省唯一的一支编制完整的专业交响乐团。
乐团始建于1952年，2015年从山西省歌舞剧院剥离，独立挂牌。